# Muralla de Maderuelo
La muralla de Maderuelo fue una construcción militar ubicada en el municipio segoviano de Maderuelo (Castilla y León, España).
Del conjunto de muros se conserva únicamente un paño junto a la iglesia de Santa María, unido a la puerta principal de la villa.
En el año 2007 el Ayuntamiento de Maderuelo encargó un plan director de restauración del conjunto, que a fecha de 2013 sigue sin llevarse a cabo.